# NGC 3002
NGC 3002 est une étoile située dans la constellation de la Grande Ourse. 
L'ingénieur irlandais Bindon Stoney a enregistré la position de cette étoile le 25 janvier 1851.
Note : la base de données HyperLeda ainsi que Simbad identifient NGC 3002 à la galaxie PGC 28208.